# Turistická značená trasa 8435
 Turistická značená trasa č. 8435 měří 5,1 km a spojuje obci Horný Jelenec a Revúckou dolinu ve východní části pohoří Velké Fatry na Slovensku.

## Průběh trasy
Od zastávky autobusu Horný Jelenec vede trasa přibližně kilometr v souběhu s Naučnou stezkou J. D. Matejovie, pak se odklání k severu do Východného Prašnického sedla pod Veternýcm vrchem, kterým překonává hlavní hřeben Krížna - Zvolen. Ze sedla prudčeji klesá do Revúcké doliny. Po celé své délce vede trasa zalesněným terénem bez výhledů.
| Km  | Místo                    | Navazující a křižující trasy   | Souřadnice                      | Nadm. výška |
| --- | ------------------------ | ------------------------------ | ------------------------------- | ----------- |
| 0   | Horný Jelenec            | Náučný chodník J. D. Matejovie | 48°51′29″ s. š., 19°9′3″ v. d.  | 578 m n. m. |
| 1,3 | Valentová                | Náučný chodník J. D. Matejovie | 19°9′3″ s. š., 19°9′3″ v. d.    | 625 m n. m. |
| 2,7 | Prašnica                 |                                | 48°52′32″ s. š., 19°8′0″ v. d.  | 799 m n. m. |
| 4   | Východné Prašnické sedlo | 0801 (Cesta hrdinů SNP)        | 48°52′55″ s. š., 19°8′32″ v. d. | 941 m n. m. |
| 5,1 | Hajabačka                | 5601                           | 48°53′27″ s. š., 19°8′53″ v. d. | 765 m n. m. |

## Turistické zajímavosti na trase
- Dolinka Chytrô (V roklině vedla středověká vozová cesta z Pohroní do Liptova. Nejtěžší úsek byl překonáván s pomocí rumpálu).

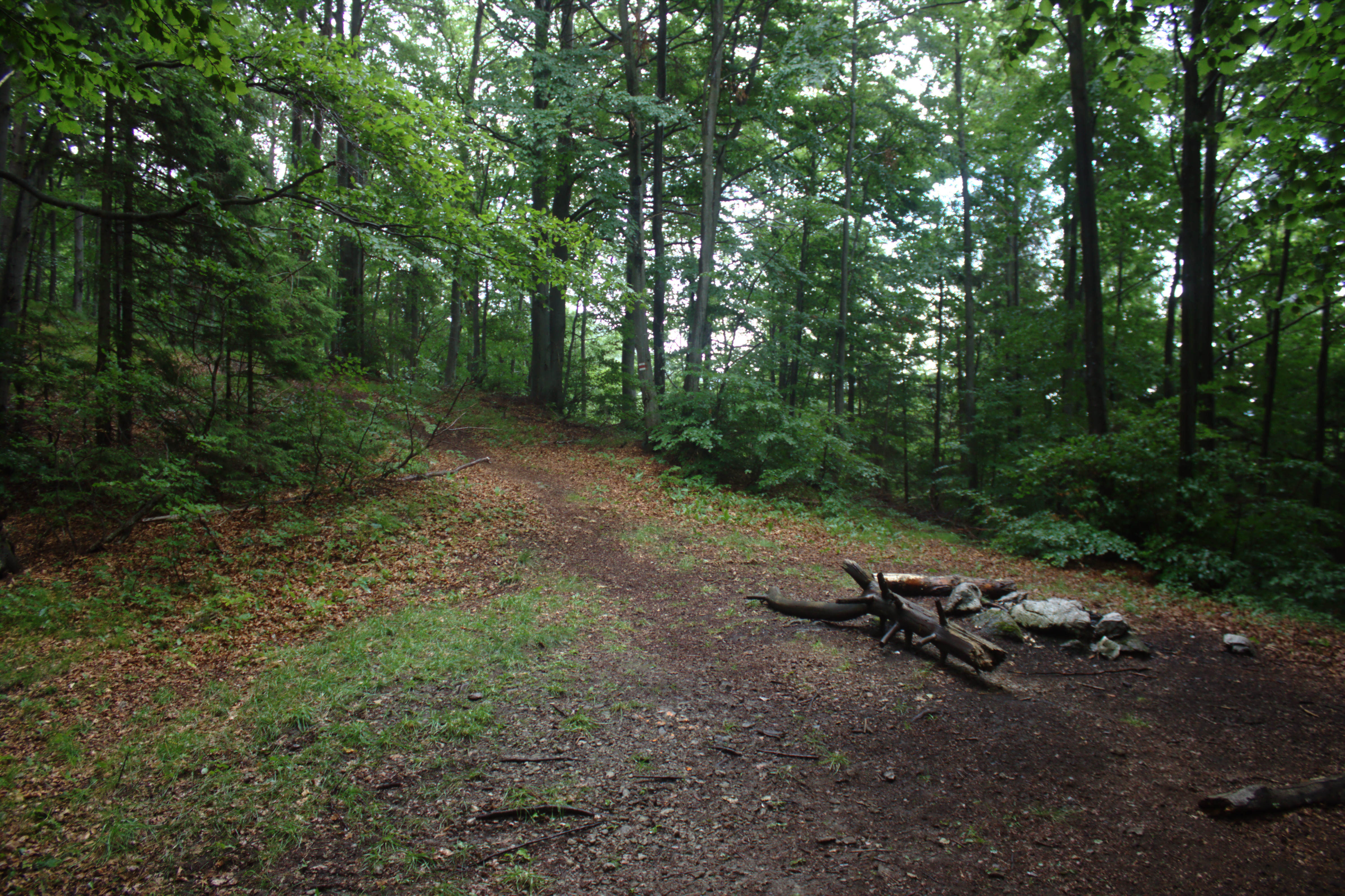
Prašnícké sedlo